# Friedrich-Karl Schlünz
Friedrich-Karl Schlünz (* 16. September 1900 in Stargard; † 3. August 1978) war ein deutscher Chemiker und Hochschullehrer.

## Leben und Wirken
Nach dem Schulabschluss am Königlich Gröningschen Gymnasium in Stargard studierte er Chemie. Er erlangte den Abschluss als Diplom-Chemiker. 1933 promovierte er an der Universität Rostock zum Dr. phil. 1935/36 war er am Kaiser-Wilhelm-Institut für Silikatforschung in Berlin-Dahlem tätig. Er galt als Zementfachmann und forschte und publizierte zur anorganischen Chemie. Nach dem Zweiten Weltkrieg wurde er Mitarbeiter des Instituts für Baustoffe in Weimar. 1956 erfolgte seine Ernennung zum Chefchemiker für die Fachgebiete „Baustoffchemie“ und „Bindebaustoffe“ am Institut für Zement des Ministeriums für Aufbau in Dessau. Außerdem erhielt er eine Professur mit Lehrauftrag für anorganische Chemie. Er wohnte im Dessauer Stadtteil Ziebigk. 1968 war er maßgeblich an der Herstellung eines bislang unbekannten hydraulischen Bindemittels beteiligt.

## Schriften (Auswahl)
- Mikroskopische und chemische Untersuchungen zweier Tone. Fischer, Jena 1933.